# Metionin-szintáz
A metionin-szintáz, más néven MS, MeSe, MTR felel a metionin homociszteinből való előállításához. Emberben az MTR (5-metiltetrahidrofolát-homocisztein-metiltranszferáz) gén kódolja. Methionine synthase forms part of the S-adenosylmethionine (SAMe) biosynthesis and regeneration cycle, és ez az enzim felel a ciklus egy szénatomos anyagcseréhez kapcsolásához a folátciklus révén. 2 fő változata van, a B12-vitamin- (kobalamin)-dependens (MetH) és az attól független (MetE) forma, de kisebb metionin-szintázok, melyek nem sorolhatók be egyértelműen egyik kategóriába sem, megtalálhatók néhány anaerob baktériumban. A két fő forma evolúciósan függetlennek tűnik, és jelentősen eltérő kémiai mechanizmusokon alapul. Az emlősök és más összetettebb eukarióták csak a MetH formát expresszálják. Ezzel szemben az Archaeplastida (növények és algák) csoportjában a két típus eloszlása összetettebb. A növények csak a kobalaminfüggetlen változatot expresszálják, az algákban fajtól függően a kettő egyike található meg. Sok mikroorganizmus mindkét változatot kifejezi.

## Működés

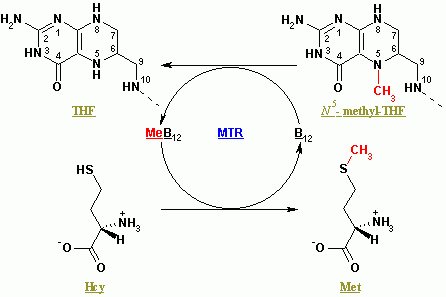
A metionin-szintáz katalizálta reakció

A metionin-szintáz katalizálja a metionin (Met) homociszteinből való újbóli előállításának utolsó lépését. A kobalamindependens és -független enzimváltozatok is ugyanazt a reakciót katalizálják: egy metilcsoport átvitelét 5-metiltetrahidrofolátról (N5-MeTHF) homociszteinre, tetrahidrofolátot (THF) és metionint adva. A metionin-szintáz az egyetlen N5-MeTHF-bontó enzim, mely aktív THF-ot állít elő. A kobalamindependens (MetH) enzimben a reakció két lépésben történik rendezett szekvenciális mechanizmusban. A fiziológiás nyugalmi állapot feltehetően az enzimhez kötött Cob kofaktort metilkobalaminként tartalmazza, ahol a kobalt formálisan +3 oxidációs állapotban van. A kobalamint a cink által aktivált tiolát-homocisztein redukálja Cob(I) állapotra metionin előállítása közben. A Cob(I) formában az enzimhez kötött kofaktor egy metilcsoportot tud leválasztani az 5-metiltetrahidrofolátról, tetrahidrofolátot adva, és újra létrehozva a metilkobalamin-változatot.

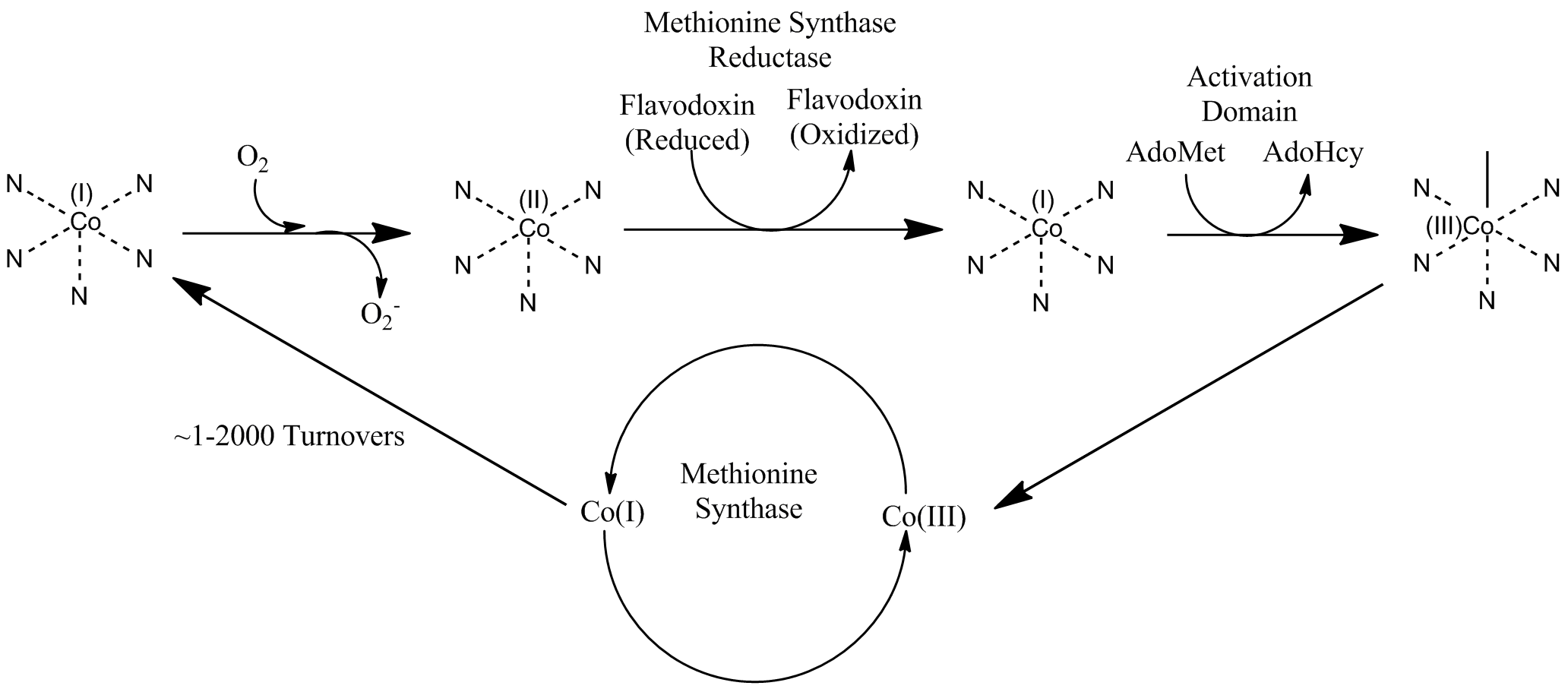
A metionin-szintáz-reduktáz inaktív metionin-szintázt helyreállító működése

Fiziológiás körülmények közt nagyjából minden 2000. alkalommal a Co(I) inaktív Co(II)-vé oxidálódik a MetH-ban. Az emiatti leállás ellen a fehérje mely reduktív metilációs önreaktiváló mechanizmust tartalmaz, mely S-adenozilmetionint használ metildonorként. Emberben az enzimet flavodoxinszerű és ferredoxin-NADP+-oxidoreduktázszerű (FNR) doménből álló metionin-szintáz-reduktáz (MTRR) redukálja. Sok baktériumban a redukciót egydoménes flavodoxin hajtja végre. A reduktáz elektront visz át egy redukált FMN kofaktorról az inaktív Cob(II)-re, lehetővé téve az aktív metilkobalamin-enzim helyreállítását metiltranszferről az S-adenozilmetioninról a redukált Cob(I)-köztitermékre. E folyamat a reaktivációs folyamat, és feltehetően a normál katalitikus ciklustól az enzim nagy konformációs átrendeződése választja el. Mivel a Cob(I) oxidációja leállítja a cob-dependens metionin-szintázt,  a metionin-szintáz-reduktáz hiánya vagy hiányosságai a metionin-szintáz-hiány tüneteivel is összefügg.
A kobalaminfüggetlen (MetE) változat működése viszont közvetlen metiltranszferrel történik az aktivált N5-MeTHF-ról a cink-tiolát-homociszteinre. Bár ez sokkal egyszerűbb, a közvetlen transzfer sokkal kevésbé kedvező a kobalamin által közvetített reakcióknál, így a MetE mintegy 100-szor lassabb a MetH-nál. Mivel nem tartalmaz kobalamin kofaktort, a MetE nem hajlamos oxidatív inaktivációra.

## Szerkezet

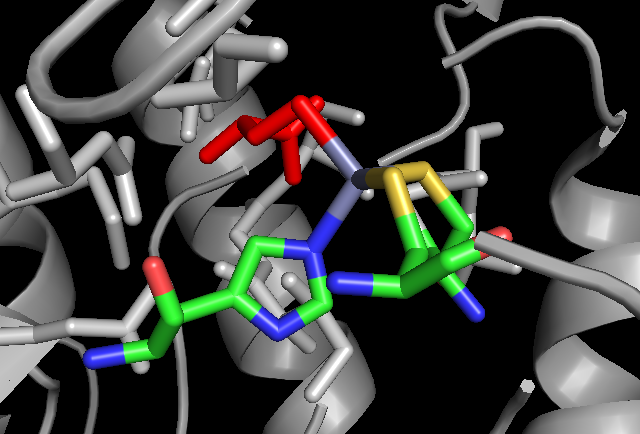
A metionin-szintáz homocisztein-kötő helye. A His 618, a Cys 620 és a Cys 704 a Zn-hez (lila), a Zn a homociszteinhez (piros) kötődik

A MetE szerkezete nagy felbontásban ismert röntgenkrisztallográfia révén szubsztrát nélkül és szubsztráttal, és MetH-részek szerkezete is ismert, de a teljes MetH szerkezete nem ismert. Az elérhető szerkezetek és a bioinformatikai elemzés alapján a szerkezeti hasonlóság csekély, de a szubsztrátkötő helyek hasonlóak. A Cob-dependens MetH 4 doménből áll. Ezek sorrendben a homocisztein-kötő (Hcy-domén), az N5-metil-THF-kötő (MTHF), a kobalaminkötő (Cob) és az S-adenozilmetionin-kötő (reaktivációs) domén. Ez köti meg a SAM-t, és ez a flavodoxinnal vagy a metionin-szintáz-reduktázzal való interakció helye az enzim reaktivációs ciklusa alatt. A kobalaminkötő domén két aldomént tartalmaz, ahol a kofaktor a Rossmann-hajlat B12-kötő aldoménben van, melyet a négyhélixes fedő aldomén fed. A négyhélixes aldomén védi a kobalaminkofaktort a nem kívánt reakcióktól, de jelentősen megváltozhat konformációja a kofaktor más szubsztrátokhoz férését lehetővé téve működés közben. A Hcy és a N5-MeTHF domének is TIM-redők, a Hcy-doménben van a cinkkötő hely, ami a MetH-ban 3 ciszteinből áll, melyek a cinkhez kapcsolódnak, és aktiválják a Hcy-t. Az N5-MeTHF-kötő domén az N5-MeTHF-ot aszparagin, arginin és aszparaginsav hidrogénkötésével aktiválja. A reakció során az enzim jelentős konformációs változásokon megy át, melyek a Cob-domén mozgásából áll a Hcy- és az N5-MeTHF domén közt a két metiltranszferhez.
A cob-független MetE két TIM-redőből áll, melyek önállóan kötnek homociszteint és N5-MeTHF-ot. Ezek egymással szemben lévő kettős redőt alkotnak, mely a szerkezet „lezárását” igénylik a két szubsztrát megkötésekor a közvetlen metiltranszferhez. A szubsztrátkötő módok hasonlóak a MetH-hoz, de a MetE esetén a cink két ciszteinhez, egy hisztidinhez és egy glutaminsavhoz kapcsolódik, erre látható jobboldalt példa.

## Biokémiai funkció

A metionin-szintáz a 4. enzim

A humán enzim fő célja a Met S-adenozilmetionin- (SAM) ciklusban való újratermelése. Ez Met és ATP felhasználásával Hcy-t állít elő, és bármilyen SAM-t aktívmetilcsoport-forrásként használó fontos reakciót használhat nukleinsavak, hisztonok, foszfolipidek és bizonyos fehérjék metilezésére. Így a metionin-szintáz fontos, mivel lehetővé teszi a SAM-ciklus folytatását folyamatos Met-beáramlás nélkül. Másodlagos hatása, hogy a metionin-szintáz lehetővé teszi az alacsony Hcy-szintet, és – mivel a metionin-szintáz egyike a kevés N5-MeTHF szubsztrátú enzimnek – a THF szintek közvetett fenntartátsát.
Baktériumokban és növényekben a metionin-szintáz a SAM-ciklust állandósítja, és a 20 hagyományos aminosav egyike, a Met de novo szintézisének utolsó lépését katalizálja. Bár a reakció a két folyamatban azonos, a funkció a humán metionin-szintázétól eltér, mivel a metionin esszenciális aminosav, mely nem keletkezik de novo az emberben.

## Klinikai jelentősége
Az MTR gén mutációi a G komplementációs csoportú, más néven cblG-típusú metilkobalamin-hiány okai. Az enzim hiánya vagy metionin-szintáz-reduktáz-hiány miatti csökkent működése hiperhomociszteinémia oka lehet, mely vakságot, neurológiai tüneteket és születési rendellenességeket okozhat. A mtionin-szintáz-reduktáz (MTRR) vagy a metiléntetrahidrofolát-reduktáz (MTHFR) hiánya is e betegség oka lehet, A legtöbb metionin-szintáz-hiányos eset tünetei 2 éven belül megjelennek, sok betegnél hamar súlyos enkefalopátia alakul ki. A csökkent metionin-szintáz-aktivitás egyik vérvizsgálatokkal mérhető következménye a megaloblasztos anémia.

## Genetika
Néhány cblG-hez kapcsolódó polimorizmus ismert az MTR génben.
- 2756D→G (Asp919Gly)
- 3804C→T (Pro1137Leu)
- Δ2926A-2928T (ΔIle881)

## Fordítás
Ez a szócikk részben vagy egészben  a   Methionine synthase című angol Wikipédia-szócikk ezen változatának fordításán alapul.  Az eredeti cikk szerkesztőit annak laptörténete sorolja fel. Ez a jelzés csupán a megfogalmazás eredetét és a szerzői jogokat jelzi, nem szolgál a cikkben szereplő információk forrásmegjelöléseként.